# سیارک ۱۹۷۶۳
سیارک ۱۹۷۶۳ (به انگلیسی: 19763 Klimesh، نامگذاری:2000MC) نوزده هزار و هفتصد و شصت و سومین سیارک کشف شده‌است که در ۱۸ ژوئن ۲۰۰۰ کشف شد.
قدر مطلق سیارک برابر ۱۳٫۲۰ است.